# Ciugheș
Ciugheș – wieś w Rumunii, w okręgu Bacău, w gminie Palanca. W 2011 roku liczyła 1756 mieszkańców.